# Jenakijewe
Jenakijewe (ukr. Єнакієве), w latach 1928–1936 Rykowe, 1936–1944 Ordżonikidze – miasto na Ukrainie w obwodzie donieckim, w środkowej części Donieckiego Zagłębia Węglowego, nad rzeką Krynka (dorzecze rzeki Mius), duży ośrodek przemysłowy (górnictwo węgla, huta żelaza, zakłady koksochemiczne, cementownia). Od kwietnia 2014 roku znajduje się pod kontrolą Donieckiej Republiki Ludowej.

## Historia
Miejscowość została założona w roku 1782, a prawa miejskie uzyskała w 1925. 
Podczas okupacji hitlerowskiej, w lutym 1942 roku Niemcy utworzyli getto dla żydowskich mieszkańców. Przebywało w nim około 600 osób. W czerwcu 1942 roku Niemcy zlikwidowali getto, a Żydów zamordowali w kopalni Goworówka. Sprawcami zbrodni było Sonderkommando 4b dowodzone przez SS-Sturmbannführer Walter Haensch oraz ukraińska policja. 
Według danych ze spisu powszechnego Ukrainy w 2001 roku 13,8% mieszkańców miasta używa w życiu codziennym języka ukraińskiego, natomiast ponad 86% języka rosyjskiego.

## Ludzie związani z miastem
W Jenakijewem urodził się były prezydent Ukrainy Wiktor Janukowycz, prawosławny metropolita doniecki i mariupolski Sergiusz (Horobcow) oraz polski malarz Jerzy Faczyński.